# Иванько, Олег Николаевич

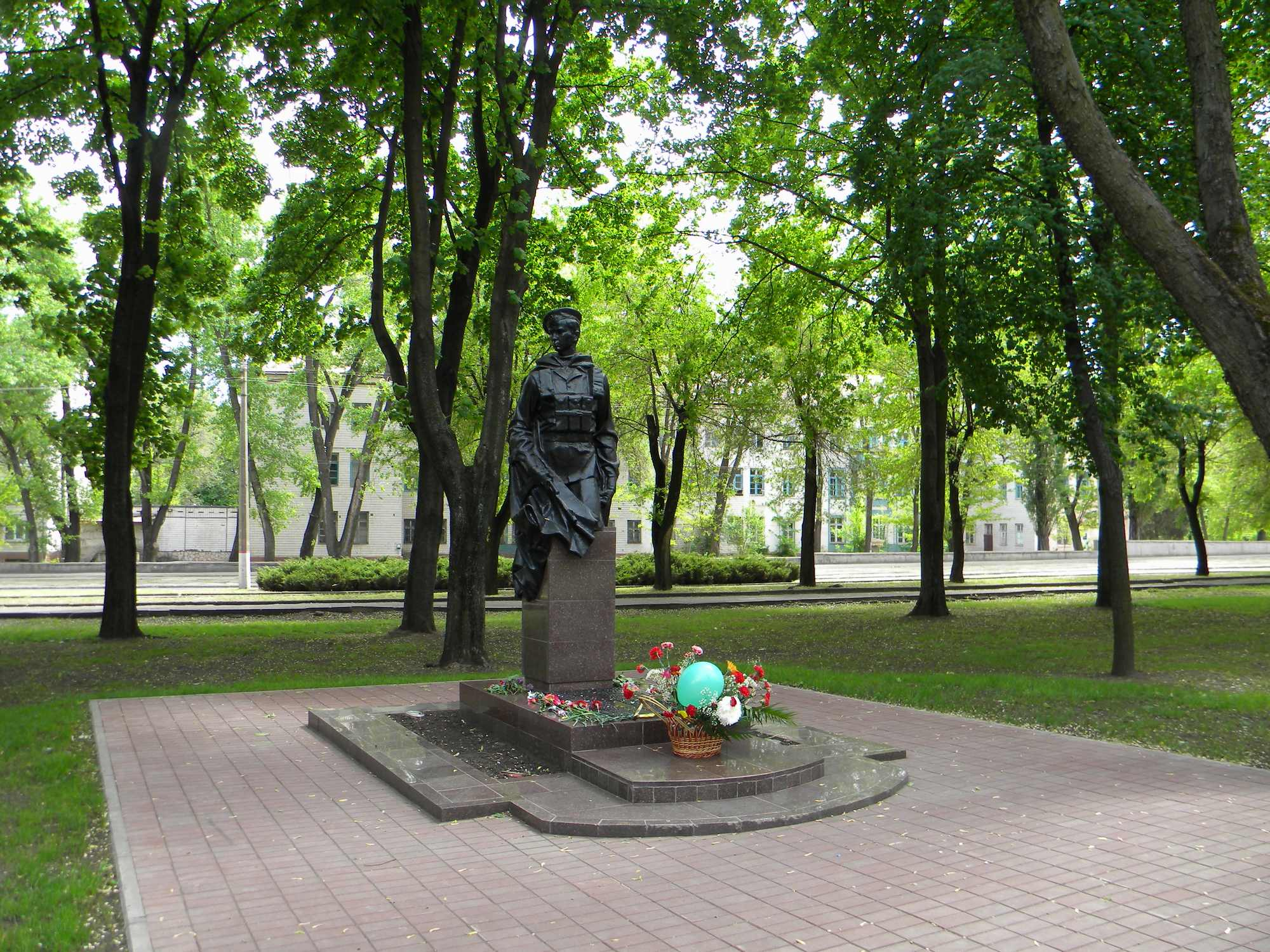
Имя на памятнике воинам-интернационалистам на Дзержинке (Кривой Рог)

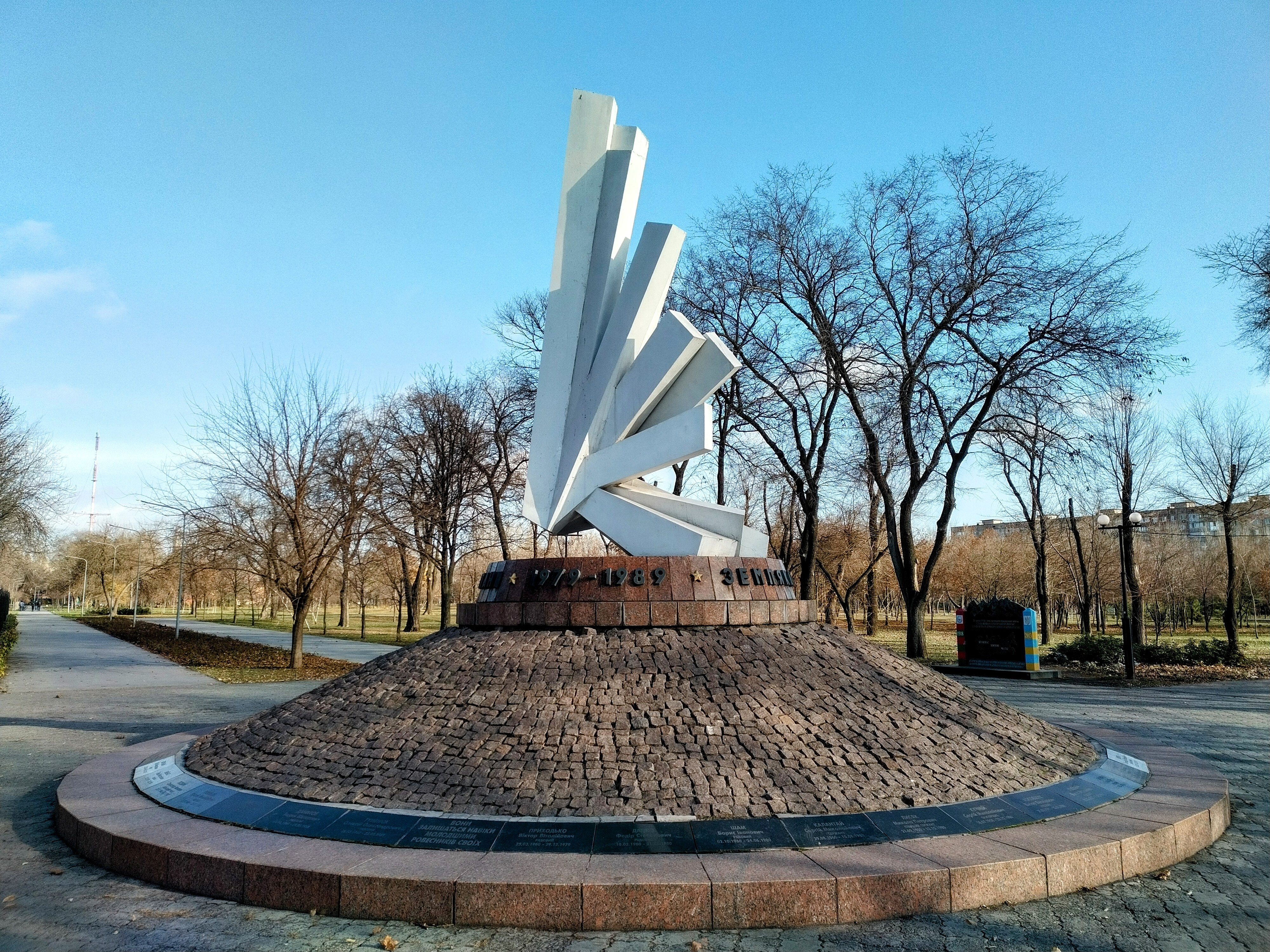
Имя на памятнике воинам-интернационалистам в Юбилейном парке (Кривой Рог)

Иванько Олег Николаевич (11 мая 1967, Комсомольский, Магаданская область — 12 мая 1987, Афганистан) — советский военнослужащий, рядовой, старший радиотелефонист, участник Афганской войны.

## Биография
Родился 11 мая 1967 года в посёлке Комсомольский Чаунского района Магаданской области РСФСР в рабочей семье, русский.
С 1982 года жил в городе Кривой Рог, в 1983 году окончил СПТУ № 27. 
14 апреля 1986 года призван в Вооружённые силы СССР Долгинцевским районным военным комиссариатом Кривого Рога. В августе 1986 года в звании рядового направлен в состав ограниченного контингента советских войск в Афганистане, служил старшим радиотелефонистом. Проявлял себя мужественным, хорошо подготовленным и исполнительным воином.
Во время службы тяжело заболел и 12 мая 1987 года умер.
Похоронен в Кривом Роге на Центральном кладбище.

## Память
- Имя на памятнике воинам-интернационалистам Днепропетровщины, погибшим в Афганистане (Днепр)[4];
- Имя на памятнике воинам-интернационалистам на Дзержинке (Кривой Рог);
- Имя на памятнике воинам-интернационалистам в Юбилейном парке (Кривой Рог);
- Памятная плита, установленная в 1989 году на фасаде дома № 70 по улице Достоевского в Долгинцевском районе (Кривой Рог)[5].